# Okahandja

Okahandja, que significa "lugar onde dois rios confluem para formar um largo", é uma cidade na região de Otjozondjupa.
Os primeiros assentamentos no que hoje é esta cidade, por duas tribos do área, herero e nama, ocorreram ao redor de 1800. Em 1827 o religioso alemão Heinrich Schmelen foi o primeiro europeu a visitar o lugar. Em 1844 dois missionários foram delegados com caráter permanente no povo. No entanto, na atualidade se reconhece 1894, quando se estabeleceu uma base militar no povo, como ano oficial de sua fundação. 
Durante o período de ocupação de Namíbia (então chamado África do Sudoeste) por parte da África do Sul, e enquanto se aplicaram as políticas de desenvolvimento separado do apartheid, o povo serviu como capital administrativa do bantustão de Hereroland.
Para a data do censo de população de 2001, a cidade tinha 18.155 habitantes; a maioria deles da etnia herero, tribo para a qual o povo segue funcionando como seu centro administrativo para assuntos relacionados com o governo.